# Max Richter (Politiker, 1887)

Max Richter

Max Richter (* 19. Mai 1887 in Kaitz bei Dresden; † 5. Oktober 1978 in Bad Brückenau) war ein deutscher Politiker (DVP).

## Leben und Wirken
Richter wurde als Sohn eines Tischlermeisters geboren. Nach dem Besuch der Annenschule in Dresden, studierte er Rechtswissenschaft und Volkswirtschaft an der Universität Leipzig. Nach der Ablegung der Staats- und Doktorprüfung (Dr. jur. et phil.) arbeitete er von 1912 bis zum Juni 1915 bei den Handelskammern in Magdeburg und Stettin. Im Juli 1915 übernahm Richter die Geschäftsführung des Verbandes Thüringischer Industrieller. Im Januar gab er diese Stellung zugunsten der Leitung des Verbandes Deutscher Luxusporzellanfabriken auf. 
Nach dem Ersten Weltkrieg trat Richter in die Deutsche Volkspartei (DVP) ein, für die er vom Juni 1920 bis zum Mai 1924 als Vertreter des Wahlkreises 13 (Thüringen) im Reichstag saß.
Von April 1924 bis Dezember 1925 amtierte Richter als thüringischer Staatsrat für Altenburg.

## Schriften
- Die Erlöschungsgründe der gewerbepolizeilichen Erlaubnis bei Anlagen nach § 16 Gewerkschaftsordnung, Dresden 1914.
- Die thüringische Industrie, ihre Stellung in der deutschen Volkswirtschaft und ihre Beziehungen zum Weltmarkt, Erfurt 1919.